# U48 (潜水艦・2代)
U-48は第二次世界大戦中のナチス・ドイツ海軍のVIIB型Uボートであり、VIIB型で最も成功した。2年間の就役中、U-48は52隻の船306,874総登録トンと1,060トンを撃沈した。U-48はまた大西洋の戦いの序盤に行った12回の哨戒で3隻の船20,480トンに損傷を与えた。
U-48はキールにあるゲルマニア造船所でヤードナンバー583として1938年から1939年の間に建造され、1939年9月の開戦数か月前に竣工し、ヘルベルト・シュルツェ少佐に引き渡された。宣戦布告された時、U-48は既に北大西洋に配備されており、ラジオでそのニュースを知り、すぐに連合国船に対する作戦を開始することができた。

## 艦歴
U-48は二つのウルフパックに参加した。艦長のヘルベルト・シュルツェ、ハンス・ルドルフ・レーズィング、ハインリッヒ・ブライヒロート、一等航海士のラインハルト・ズーレン、二等航海士のオットー・イテス、機関長のエーリッヒ・ズュルン、操舵手のホルスト・ホフマンの7名の元乗組員は現役中に騎士鉄十字章を受章している。
U-48はほぼ終戦まで生き延びたが、1945年5月3日、進軍してくる連合国の手に渡ることを避けるためにノイシュタット沖で自身の乗組員によって自沈した。

### 第1哨戒 (1939年8月19日～9月17日)
U-48は1939年8月19日、第二次世界大戦が勃発する前に母港のキールを出発し、30日間の航海を行った。U-48はイギリス諸島の北へ航行し、北大西洋に入り、最終的にビスケー湾に入った。U-48はそしてイギリスとフランスがドイツに宣戦布告した2日後、ウェスタンアプローチの西へ巡航した。ここでU-48は最初の目標である4,853トンのロイヤル・セプターを発見した。1939年9月5日、U-48は商船を艦載砲で攻撃した。「SOS」を発信し続けた無線士官を除く乗組員全員が救命ボートに乗り込んだ。彼はU-48の捕虜となったが、シュルツェが彼の勇気を称賛したため救命ボートに解放された。彼は救命ボートに食糧と水が用意されていることを確認した。U-48はその後ブラウニングを停止させた。乗組員は船を放棄したがシュルツェは彼らに船に戻り、ロイヤル・セプターの乗組員を迎えに行くようにと言った。しかしブラウニングはブラジルに向かう途中であったため、セプターの乗組員が生き延びていることにすぐには気付かなかった。当時の海軍大臣のウィンストン・チャーチルは乗組員と乗客60名の命が失われたという最悪の事態を想定した。彼は沈没に対しこのように宣言した。
| 「 | an odious act of bestial piracy on the high seas (公海での獣のような海賊行為である) | 」 |

U-48は1939年9月8日ウィンクルリーに遭遇し、乗組員が救命ボートに乗り込んだ後に撃沈する前に何隻かの中立国船を停止、捜索、解放した。9月11日、U-48はファービィを撃沈した。沈没後、乗組員の何人かは治療が必要だった。U-48は救命ボートに必需品を提供し、医療支援を行い、無線連絡を行った。
| 「 | Transmit to Mr Churchill. I have sunk the British steamer Firby. Posit 59°40'N 13°50'W. Save the crew if you please. German submarine (チャーチル氏へ伝達せよ。私はイギリス蒸気船ファービィを撃沈した。位置は北緯59度40分 西経13度50分である。乗組員を救助していただけないだろうか。ドイツ潜水艦より) | 」 |

チャーチルは誤ってこのメッセージを送ったUボート艦長は捕虜になったと下院に言った。30日の航海の後、U-48は1939年9月17日にキールに帰還した。第1哨戒中、U-48は3隻の船合計14,777トンを撃沈した。

### 第2哨戒(1939年10月4～25日)
U-48は第2哨戒でさらに成功した。10月4日にキールを出発し、U-48は前回の航海と同じ航路を進んだ。 第2哨戒中、U-48は10月12日にフランスのタンカー、エミール・ミゲ、10月13日にヘロンスプールとルイジアン、10月14日にスニートン、10月17日にクラン・シチョルムの合計5隻の敵船を撃沈した。クラン・シチョルムの沈没後、U-48は10月19日午後1時32分にイギリス蒸気船ロックプールを艦載砲で攻撃した。しかし、蒸気船は反撃した。被弾を避けるため、U-48は急速潜航した。U-48がその後再浮上し、蒸気船の撃沈を試みた時、連合軍の駆逐艦がこの交戦に遭遇した。U-48はロックプールとの戦闘を中断し、水中に隠れこの海域を離れた。海上で22日間過ごし、5隻の敵商船合計37,153トンを撃沈し、ロックプールとの交戦後、1939年10月25日にU-48は安全なキールに帰還した。

### 第3哨戒(1939年11月20日～12月20日)
1939年11月20日、第3哨戒のためにU-48はキールを出航した。航海中、U-48は中立国の商船2隻を含む合計4隻の船を撃沈した。U-ボートの最初の犠牲となった船は6,336トンの中立国スウェーデンのモータータンカー、グスタフ・E・ロイターであった。11月27日、ロイターはフェア島の西北西4海里(26km;16マイル)でU-48の攻撃を受けた。残骸は護衛船によって沈められた。1名が死亡、乗組員33名が生き延びた。タグボートのセント・メロンが引き揚げを試みたが、11月28日、グスタフ・E・ロイターは最終的にキングストン・ベリルによって海の底へ沈められた。グスタフ・E・ロイターの沈没後、12月8日、U-48はアイルランド南岸沖でイギリス貨物船ブランドンを撃沈した。翌日、U-48はイギリスのタンカー、サン・アルベルトを撃沈した。最後に1939年12月15日、U-48は同じ中立国であるアイルランドがチャーターし、コークにトウモロコシを輸送していた中立国ギリシャの貨物船ジェルメーヌを停止させた。シュルツェはジェルメーヌがイギリスへ向かっていると主張したため、船を撃沈した。1939年12月20日、合計31日間海上で過ごし、合計25,618トンの船を撃沈した後U-48はキールに帰還した。

### 第4哨戒(1940年1月24日～2月26日)
クリスマス休暇の後、U-48は再び海に出て、イギリスのブルー・スター・ラインの定期船スルタン・スターをウェスタンアプローチで撃沈した。この船は貨物を輸送していただけであった。U-48はセント・アバズ・ヘッド沖に一連の機雷を敷設したが、何も効果はなかった。しかしそのすぐ後に連合軍の輸送船団と協力して北大西洋で活動していた中立国であるオランダの船2隻とフィンランド船1隻を撃沈した。

### 第5、第6哨戒(1940年4月と6月)
1940年6月の第5哨戒は、フランス陥落後のヨーロッパ情勢を最大限に活かした最も成功した哨戒の1つであった。ヘルベルト・シュルツェが腎臓と胃の不調で入院したため、ハンス・ルドルフ・レーズィングがU-48を指揮した。U-48は3隻の船、アイスランドから魚を輸送中のスタンコール、アメリカから200トンの小火器を輸送中のエロス、鉄を積んだフランシス・マッセイをドニゴール県沖で攻撃した。フランシス・マッセイの船員34名が命を失った。エロスの積荷はダンケルクでの損失を受け、特に重要であった。大破したエロスはバークレイに曳航され、バンディットとヴォランティアの支援を受けてムイルチュウとフォート・ラノックが待機するアイルランド沿岸を目指した。エロスはエラルーイの浜に打ち上げられた。エロスが修理されている間、アイルランドの軍隊がこの一帯を警備していた。
ドイツはクイーン・メリーとマウレタニアを含む輸送船団が25,000人のオーストラリア兵をイギリスへ輸送中ということを知った。U-48は船団を妨害するためにUボートの「ウルフパック」が集結しているフィニステレ岬へ向かうよう指令を受けた。しかしU-48は付近の他の船を攻撃し、輸送船団に自身の存在を警告したため、輸送船団は進路を変更し、「ウルフパック」を避けた。1940年6月19日、HG-34船団が攻撃を受けた。U-48はバロン・ラウドン(3名死亡)、ブリティッシュ・モナーク(乗員40名全員死亡)、チューダー(1名死亡)を撃沈した。HX-49船団は分散した。U-48はその船団にいたモールトレヒトを撃沈した。25名が死亡した。アイルランドは中立国であるギリシャの船をチャーターしていた。U-28がアダマンディオス・ゲオルギャンディスを撃沈(1名死亡)し、U-48はヴィオランド・N・グーランドリスを撃沈(6名死亡)した。アイルランドは「...エールで独占消費するための穀物を積んだ蒸気船が正体不明の潜水艦に撃沈された ...」とドイツに説明を求めた。
U-48はノルウェーのトロンハイムに新しく設立された給油施設のおかげで哨戒の延長を楽しんでいた。合計でU-48はこの巡航で東大西洋の輸送船団から8隻、8月の第6哨戒ではさらに5隻を撃沈したと主張した。この哨戒はフランス大西洋岸のロリアンへの駐留で終了し、U-48の襲撃能力はかなり向上した。

### 第7、第8哨戒(1940年8月と1940年9月)
U-48は第7哨戒でも成功し、HX65船団の2隻を含む5隻の船を撃沈した。5隻目(同HX65所属)は損傷し、後に自沈した。第7、第8哨戒の作戦海域はこれまでとは違いグリーンランドの南に位置しており、かなり北へと離れていた。
9月の第9哨戒で、U-48は6日間でSC3船団とOB213船団の8隻のうち1隻のシティ・オブ・ベナレスを撃沈して世界に衝撃を与えた。客船には119名の子供が乗船しており、そのうち90名は緊急児童海外受入委員会の主導の元、カナダに疎開する途中であった。艦長のハインリッヒ・ブライヒロットはシティ・オブ・ベナレスの沈没により戦争犯罪で告訴されたが最終的には無罪となった。
沈没船はすぐに傾き、2艘以外の救命ボートの降下に問題が生じた。何百人もの生存者が水中をもがく中、U-48はこの海域を離れる前に一度だけ強力な探照灯で混乱した光景を照らした。ボートの生存者は24時間近く救出されなかった。その間に何十人もの子供と大人が爆発か溺死により死亡し、乗員の408名(子供119名、女性56名、男性233名)のうち生存者は148名(子供19名、女性21名、男性108名)しか残らなかった。1艘のボートは8日間以上救助されなかった。子供100名、女性35名、男性125名の合計260名がこの惨事で死亡し、海外への疎開計画は事実上終了となった。
シティ・オブ・ベナレス撃沈に関する論争はずっと続いている。イギリスがこの船は避難民を輸送していると公然と宣言していたならば、プロパガンダ危機を意識してドイツは沈没させないように苦労しただろうとされている。実際プロパガンダ危機は起こった。しかし、この船は連合軍の輸送船団で夜間無灯火で航行していだけでなく、輸送船団の司令官であるエドマンド・マッキノン少将の旗艦でもあった。他の歴史家は当時のドイツはどんな大型客船だろうと、何を輸送していようと、乗客名簿に誰が載っていようと攻撃しただろうと主張した。しかし、ベナレスは兵員輸送船のように塗装されており、U-48は兵士と乗組員だけを輸送していると信じ、この船を撃沈した。またこの哨戒ではイギリスのスループ、ダンディーも撃沈された。

### 第9～第12哨戒(1940年10月、1941年2月、1941年3月、1941年6月)
第9、第10哨戒で、U-48はそれぞれ2隻と5隻の船を撃沈したが、冬の改修にもかかわらず、双方の技術の向上に直面し、明らかに旧式化しつつあった。U-48の航続距離と魚雷の容量は拡大する海戦の性質には小さすぎ、北大西洋の主戦場にとどまり続けたら乗組員と他のUボートを危険にさらす可能性があった。U-48は最後の哨戒で5隻の船を撃沈し、艦歴における成功と判断により副長のエーリッヒ・ズュルンに騎士鉄十字章が授与され、士気が高まった。

### 退役と最後
1941年6月22日、U-48はキールに帰還し、そこで乗組員は下船し、バルト海のみで活動する訓練船団に移籍した。多くの僚艦とは異なり、U-48は翌月のバルバロッサ作戦の後もソ連に対する哨戒に出ることはなかった。1943年、U-48は訓練艦にも適さないと思われ、小規模な整備を行うだけの最低限の乗組員と共にノイシュタット・イン・ホルシュタインに配置された。U-48は2年間そこにいたが、戦争が終わり、潜水艦が捕獲されることに気づいた整備員により1945年5月3日、リューベック湾で自沈し、現在も残骸はそこの海底にある。

### ウルフパック
U-48は2つのウルフパックに参加した。
- レーズィング(1940年6月12日～15日)
- ウェスト(1941年6月2日～8日)

## 戦果一覧
| 日付              | 船名                            | 国籍         | 総トン数 | 結果 | 位置                                                  |
| ----------------- | ------------------------------- | ------------ | -------- | ---- | ----------------------------------------------------- |
| 1939年9月5日      | ロイヤル・セプター              | イギリス     | 4,853    | 沈没 | 北緯46度23分 西経14度59分 / 北緯46.383度 西経14.983度 |
| 1939年9月8日      | ウィンクルリー                  | イギリス     | 5,055    | 沈没 | 北緯48度06分 西経18度12分 / 北緯48.100度 西経18.200度 |
| 1939年9月1日      | ファービィ                      | カナダ       | 4,869    | 沈没 | 北緯59度40分 西経13度50分 / 北緯59.667度 西経13.833度 |
| 1939年10月12日    | エミール・ミゲ                  | フランス     | 14,115   | 沈没 | 北緯50度15分 西経14度50分 / 北緯50.250度 西経14.833度 |
| 1939年10月12日    | ヘロンスプール                  | イギリス     | 5,202    | 沈没 | 北緯50度13分 西経14度48分 / 北緯50.217度 西経14.800度 |
| 1939年10月13日    | ルイジアン                      | フランス     | 6,903    | 沈没 | 北緯50度14分 西経15度20分 / 北緯50.233度 西経15.333度 |
| 1939年10月14日    | スニートン                      | イギリス     | 3,677    | 沈没 | 北緯49度05分 西経13度05分 / 北緯49.083度 西経13.083度 |
| 1939年10月17日    | クラン・シチョルム              | イギリス     | 7,256    | 沈没 | 北緯44度57分 西経13度40分 / 北緯44.950度 西経13.667度 |
| 1939年11月26日    | グスタフ・E・ロイター           | スウェーデン | 6,336    | 沈没 | 北緯59度38分 西経02度03分 / 北緯59.633度 西経2.050度  |
| 1939年12月8日     | ブランドン                      | イギリス     | 6,668    | 沈没 | 北緯50度28分 西経08度28分 / 北緯50.467度 西経8.467度  |
| 1939年12月9日     | サン・アルベルト                | イギリス     | 7,397    | 沈没 | 北緯49度20分 西経09度45分 / 北緯49.333度 西経9.750度  |
| 1939年12月15日    | ジェルメーヌ                    | ギリシャ     | 5,217    | 沈没 | 北緯51度00分 西経12度18分 / 北緯51.000度 西経12.300度 |
| 1940年2月10日     | バーガーダイク                  | オランダ     | 6,853    | 沈没 | 北緯49度45分 西経06度30分 / 北緯49.750度 西経6.500度  |
| 1940年2月14日     | スルタン・スター                | イギリス     | 12,306   | 沈没 | 北緯48度54分 西経10度03分 / 北緯48.900度 西経10.050度 |
| 1940年2月15日     | デン・ハーグ                    | オランダ     | 8,971    | 沈没 | 北緯48度02分 西経08度26分 / 北緯48.033度 西経8.433度  |
| 1940年2月17日     | ウィルヤ                        | フィンランド | 3,396    | 沈没 | 北緯49度00分 西経06度33分 / 北緯49.000度 西経6.550度  |
| 1940年6月6日      | スタンコール                    | イギリス     | 798      | 沈没 | 北緯58度48分 西経08度45分 / 北緯58.800度 西経8.750度  |
| 1940年6月6日      | フランシス・マッセイ            | イギリス     | 4,212    | 沈没 | 北緯55度33分 西経08度26分 / 北緯55.550度 西経8.433度  |
| 1940年6月7日      | エロス                          | イギリス     | 5,888    | 損傷 | 北緯55度33分 西経08度26分 / 北緯55.550度 西経8.433度  |
| 1940年6月11日     | ヴィオランド・N・グーランドリス | ギリシャ     | 3,598    | 沈没 | 北緯44度04分 西経12度30分 / 北緯44.067度 西経12.500度 |
| 1940年6月19日     | チューダー                      | ノルウェー   | 6,607    | 沈没 | 北緯45度10分 西経11度50分 / 北緯45.167度 西経11.833度 |
| 1940年6月19日     | バロン・ラウドン                | イギリス     | 3,164    | 沈没 | 北緯45度00分 西経11度21分 / 北緯45.000度 西経11.350度 |
| 1940年6月19日     | ブリティッシュ・モナーク        | イギリス     | 5,661    | 沈没 | 北緯45度00分 西経11度21分 / 北緯45.000度 西経11.350度 |
| 1940年6月20日     | モールトレヒト                  | オランダ     | 7,493    | 沈没 | 北緯43度34分 西経14度20分 / 北緯43.567度 西経14.333度 |
| 1940年8月16日     | へドラン                        | スウェーデン | 2,325    | 沈没 | 北緯57度10分 西経16度37分 / 北緯57.167度 西経16.617度 |
| 1940年8月19日     | ヴィル・ド・ガンド              | ベルギー     | 7,590    | 沈没 | 北緯55度28分 西経15度10分 / 北緯55.467度 西経15.167度 |
| 1940年8月24日     | ラ・ブレア                      | イギリス     | 6,665    | 沈没 | 北緯57度24分 西経11度21分 / 北緯57.400度 西経11.350度 |
| 1940年8月25日     | エンパイア・マーリン            | イギリス     | 5,763    | 沈没 | 北緯58度30分 西経10度15分 / 北緯58.500度 西経10.250度 |
| 1940年8月25日     | アチェルクレスト                | イギリス     | 6,825    | 沈没 | 北緯58度24分 西経11度25分 / 北緯58.400度 西経11.417度 |
| 1940年9月15日     | アレクサンドロス                | ギリシャ     | 4,343    | 沈没 | 北緯56度30分 西経16度30分 / 北緯56.500度 西経16.500度 |
| 1940年9月15日     | ダンディー                      | イギリス海軍 | 1,060    | 沈没 | 北緯56度45分 西経14度14分 / 北緯56.750度 西経14.233度 |
| 1940年9月15日     | エンパイア・ボランティア        | イギリス     | 5,319    | 沈没 | 北緯56度43分 西経15度17分 / 北緯56.717度 西経15.283度 |
| 1940年9月17、18日 | シティ・オブ・ベナレス          | イギリス     | 11,081   | 沈没 | 北緯56度43分 西経21度15分 / 北緯56.717度 西経21.250度 |
| 1940年9月17、18日 | マリーナ                        | イギリス     | 5,088    | 沈没 | 北緯56度46分 西経21度15分 / 北緯56.767度 西経21.250度 |
| 1940年9月18日     | マグダレーナ                    | イギリス     | 3,118    | 沈没 | 北緯57度20分 西経20度16分 / 北緯57.333度 西経20.267度 |
| 1940年9月21日     | ブレランガス                    | イギリス     | 4,409    | 沈没 | 北緯55度18分 西経22度21分 / 北緯55.300度 西経22.350度 |
| 1940年9月21日     | ブローパーク                    | イギリス     | 5,136    | 損傷 | 北緯49度02分 西経40度26分 / 北緯49.033度 西経40.433度 |
| 1940年10月11日    | ブランデンジャー                | ノルウェー   | 4,624    | 沈没 | 北緯57度10分 西経17度42分 / 北緯57.167度 西経17.700度 |
| 1940年10月11日    | ポート・ギズボーン              | イギリス     | 8,390    | 沈没 | 北緯56度38分 西経16度40分 / 北緯56.633度 西経16.667度 |
| 1940年10月12日    | ダバンガー                      | ノルウェー   | 7,102    | 沈没 | 北緯57度00分 西経19度10分 / 北緯57.000度 西経19.167度 |
| 1940年10月17日    | ラングドック                    | イギリス     | 9,512    | 沈没 | 北緯59度14分 西経17度51分 / 北緯59.233度 西経17.850度 |
| 1940年10月17日    | スコレスビー                    | イギリス     | 3,843    | 沈没 | 北緯59度14分 西経17度51分 / 北緯59.233度 西経17.850度 |
| 1940年10月18日    | サンデンド                      | イギリス     | 3,612    | 沈没 | 北緯58度12分 西経21度29分 / 北緯58.200度 西経21.483度 |
| 1940年10月20日    | シラク                          | イギリス     | 6,023    | 沈没 | 北緯57度00分 西経16度53分 / 北緯57.000度 西経16.883度 |
| 1941年2月1日      | 二コラオス・アンゲロス          | ギリシャ     | 4,351    | 沈没 | 北緯59度00分 西経17度00分 / 北緯59.000度 西経17.000度 |
| 1941年2月24日     | ネイルシー・ラス                | イギリス     | 4,289    | 沈没 | 北緯50度06分 西経10度23分 / 北緯50.100度 西経10.383度 |
| 1941年3月29日     | ジャーマニック                  | イギリス     | 5,352    | 沈没 | 北緯61度18分 西経22度05分 / 北緯61.300度 西経22.083度 |
| 1941年3月29日     | リムブール                      | ベルギー     | 2,483    | 沈没 | 北緯61度18分 西経22度05分 / 北緯61.300度 西経22.083度 |
| 1941年3月29日     | ヒルトン                        | イギリス     | 5,197    | 沈没 | 北緯60度20分 西経18度10分 / 北緯60.333度 西経18.167度 |
| 1941年4月2日      | ビーバーデール                  | イギリス     | 9,957    | 沈没 | 北緯60度50分 西経29度19分 / 北緯60.833度 西経29.317度 |
| 1941年6月3日      | インベルスワール                | イギリス     | 9,456    | 損傷 | 北緯48度30分 西経28度30分 / 北緯48.500度 西経28.500度 |
| 1941年6月5日      | ウェルフィールド                | イギリス     | 6,054    | 沈没 | 北緯48度34分 西経31度34分 / 北緯48.567度 西経31.567度 |
| 1941年6月6日      | トレガーセン                    | イギリス     | 5,201    | 沈没 | 北緯46度17分 西経36度20分 / 北緯46.283度 西経36.333度 |
| 1941年6月8日      | ペンドレヒト                    | オランダ     | 10,746   | 沈没 | 北緯45度18分 西経36度40分 / 北緯45.300度 西経36.667度 |
| 1941年6月12日     | エンパイア・デュー              | イギリス     | 7,005    | 沈没 | 北緯51度09分 西経30度16分 / 北緯51.150度 西経30.267度 |

## 歴代艦長
- ヘルベルト・シュルツェ中尉/少佐　1939年4月22日～1940年5月20日
- ハンス・ルドルフ・レーズィング中佐　1940年5月21日～9月3日
- ハインリッヒ・ブライヒロート少佐　1940年9月4日～12月16日
- ヘルベルト・シュルツェ少佐　12月17日～1941年7月27日
- ジークフリート・アッツィンガー中尉　1941年8月～1942年9月
- ディーター・トーデンハーゲン中尉　1943年9月26日～10月